# 청평고등학교
청평고등학교(淸平高等學校)는 대한민국 경기도 가평군 청평면 청평리에 있는 공립 고등학교이다.

## 학교 연혁
- 1953년 1월 19일 : 사립 청평공업고등기술학교 (전기과 1학급, 유지가공학과 1학급) 인가
- 1954년 7월 7일 : 공립 청평공업고등학교 (전기과 3학급, 유지가공학과 3학급) 인가
- 1961년 3월 9일 : 청평실업고등학교로 교명 변경 (전기과 3학급, 상과 3학급)
- 1964년 2월 3일 : 청평전기공업고등학교로 교명 변경(상과 폐과)
- 1978년 12월 4일 : 청평공업고등학교로 교명 변경(전자과 6학급) 인가
- 1979년 3월 1일 : 청평중·고등학교 분리
- 1992년 6월 30일 : 건축과 6학급 인가(전 학과 여학생 동시 모집)
- 2010년 3월 1일 : 청평고등학교로 교명 변경(보통반 2반, 유비쿼터스전기전자 1반, 에코시스템디자인과 1반)
- 2019년 3월 4일 : 제62대 조규관 교장 취임
- 2021년 1월 14일 : 제65회 84명 졸업 (누계 10,441명)
- 2021년 3월 2일 : 신입생 71명 입학
- 2022년 1월 7일 : 제67회 72명 졸업(누계 10,573명)

## 설치 학과
- 보통과
- 전기전자과
- 건축과

## 참고 자료
- 청평고등학교 - 한국교육학술정보원 학교알리미